# Antoine Jeannin
Antoine Jeannin (ur. 11 sierpnia 1984) – francuski judoka. Zajął siedemnaste miejsce na mistrzostwach świata w 2010. Startował w Pucharze Świata w latach 2007, 2009-2011 i 2015. Piąty na mistrzostwach Europy w 2010. Srebrny medalista w drużynie w 2010 i brązowy w 2009. Wicemistrz uniwersjady w 2011 w drużynie. Mistrz Francji w 2007 i 2010 roku.